# 작은 사과

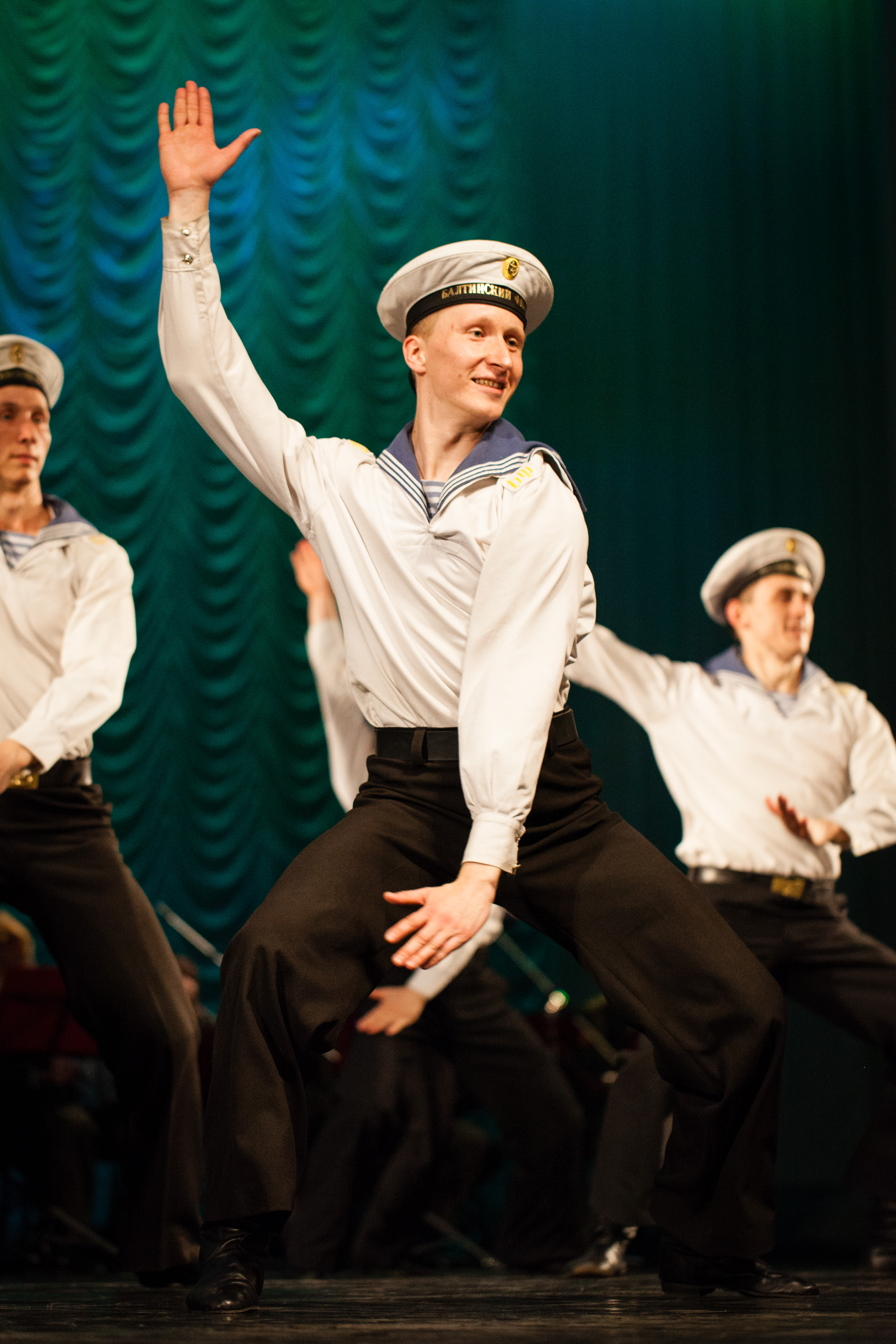

작은 사과(러시아어: Яблочко 야블로치코[*])는 러시아의 민요이며, 러시아의 정당에서도 같은 이름으로 된 당이 있다.

## 가사
Эх, яблочко,
아, 작은 사과야,
Соку спелого!
잘 익은 과즙이여!
Полюбила я
나는 사랑에 빠졌네
Парня смелого.
용감한 젊은이에게.
Эх, яблочко,
아, 작은 사과야,
Да цвета красного!
붉은 색깔이여!
Пойду за сокола,
매의 연인이 되리라,
Пойду за ясного!
밝은 이의 연인이 되리라!
Не за Сталина,
스탈린을 위해서도,
Да не за Троцкого,
트로츠키를 위해서도 아니요,
А за матросика,
수병을 위해서라네,
Краснофлотского.
적함대의 수병을 위해서.
Эх, яблочко,
아, 작은 사과야,
Да цвета зрелого
잘 익은 색깔이여
Любила красного,
붉은 이도 사랑했고,
Любила белого.
흰 이도 사랑했네.
Эх, яблочко,
아, 작은 사과야,
Цвета макова.
양귀비 꽃 색깔이여.
Эх, любила их
아, 나는 그들을 사랑했네
Одинаково.
똑같이 사랑했어.